# F-сігма-множина
Fσ-множина — це множина топологічного простору, яка є об'єднанням зліченної кількості замкнених множин.